# Sopota (gmina Zagorje ob Savi)
Sopota – wieś w Słowenii, w gminie Zagorje ob Savi. W 2018 roku liczyła 58 mieszkańców.